# Datça (stad)
Datça is de hoofdplaats van het Turkse district Datça en telt 6088 inwoners (2008).

## Verkeer en vervoer

### Wegen
Datça ligt aan de nationale wegen D400.

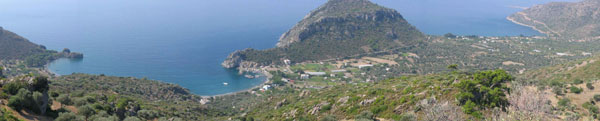
Panorama van Datca

- Library of Congress Control Number: n79031595
- Nationale Bibliotheek van Israël: 987007559663405171
- Virtual International Authority File: 123140732